# Australaziatische PGA Tour 2010
De Australaziatische PGA Tour 2010, of de PGA Tour of Australasia 2010, was het 37ste seizoen van de Australaziatische PGA Tour die in 1973 officieel opgericht werd als de PGA Tour of Australia. Het seizoen begon met het Subaru Victorian Open, in januari 2010, en eindigde met het Australian PGA Championship, in december 2010. Er stonden 12 toernooien op de agenda.

## Kalender
| Data  | Data  | Toernooi                                        | Stad           | Winnaar           | Score | Score | Info                                |
| ----- | ----- | ----------------------------------------------- | -------------- | ----------------- | ----- | ----- | ----------------------------------- |
| 07-01 | 10-01 | Subaru Victorian Open                           | Melbourne      | Jason Norris      | 274   | –10   |                                     |
| 21-01 | 24-01 | New Zealand PGA Championship                    | Christchurch   | Mitchell Brown po | 281   | –7    |                                     |
| 28-01 | 31-01 | Michael Hill New Zealand Open                   | Queenstown     | Bobby Gates       | 274   | –14   |                                     |
| 04-02 | 07-02 | Moonah Classic                                  | Melbourne      | Jim Herman po     | 277   | –11   |                                     |
| 11-02 | 14-02 | Cellarbrations Victorian PGA Championship       | Melbourne      | Alistair Presnell | 266   | –22   | Record op de Australaziatische tour |
| 28-10 | 31-10 | Western Australian Open                         | Perth          | Brad Kennedy      | 280   | –8    |                                     |
| 04-11 | 07-11 | Western Australia PGA Championship              | Bunbury        | David Bransdon    | 271   | –17   |                                     |
| 11-11 | 14-11 | JBWere Masters                                  | Melbourne      | Stuart Appleby    | 274   | –10   |                                     |
| 18-11 | 21-11 | Cellarbrations New South Wales PGA Championship | Wollongong     | Steven Bowditch   | 263   | –17   |                                     |
| 25-11 | 28-11 | New South Wales Open                            | Rothbury       | Peter O'Malley po | 270   | –18   |                                     |
| 02-12 | 05-12 | Australian Open                                 | Sydney         | Geoff Ogilvy      | 269   | –19   |                                     |
| 09-12 | 12-12 | Australian PGA Championship                     | Sunshine Coast | Peter Senior po   | 276   | –12   |                                     |

| po = winnaar na play-off |